# Ono (plateforme de webtoons)
Pour les articles homonymes, voir Ono.
Ono, stylisée ONO, est une plateforme de webtoons française créée par Média-Participations et possédée à 33 % par Glénat. Elle diffuse des titres coréens, japonais, chinois, français et africains. Elle est disponible en France et en Côte d'Ivoire.

## Historique
En mars 2023, Média-Participations, société-mère des éditions Dargaud et Dupuis, lance Ono, une plateforme de publication de séries de webtoons. À sa sortie, seule l'application mobile sur Android et iOS est disponible et la plateforme ne devient pleinement active qu'au second semestre 2023. À son lancement, la plateforme dispose d'un catalogue de cent cinquante séries. Elle reprend des titres issus de Webtoon Factory et Izneo, plateformes que Média-Participations possède également. Webtoon Factory apporte ses créations originales tandis que la catalogue issu d'Izneo fournit quelques grands succès coréens. Avec Ono la société espère toucher un nouveau public et concurrencer Webtoon et Piccoma, alors les plus gros acteurs du marché européen du webtoon. La nouvelle plateforme reprend le modèle économique des acteurs du marché : les épisodes se déloquent en échange de coins, une monnaie virtuelle propre à l'application et achetée avec de l'argent réel, avec une valeur équivalente de cinquante centimes par épisode,.
À partir de janvier 2024, Ono forme une coentreprise avec le studio coréen Kenaz, premier studio indépendant de mangas numériques en Corée du Sud. La coentreprise Ono Korea est détenue à 50 % par Ono et à 50 % par Kenaz et est localisée à Séoul. Elle vise à permettre la coproduction de séries. Pour Kenaz, cela apporte un accès privilégié au marché français. Pour Ono, la collaboration permet un élargissement de son catalogue ainsi qu'une réduction des coûts de production pour la traduction et le lettrage, ces coûts étant autrement trois fois plus élevés que l'acquisition des droits des séries, et une éligibilité aux aides des agences gouvernementales sud-coréennes. Pour la société française, il s'agit également d'un espoir de pouvoir atteindre l'indépendance dans la production d'œuvres, en acquérant le savoir-faire coréen pour créer des séries françaises de webtoons originales,. Kenaz est à l'origine en Corée du Sud d'un programme nommé Webtoon Academy et créé en 2019 de formation de nouveaux auteurs de webtoons. Ce programme s'est étendu au Japon en 2023 et, se poursuit en France en 2024. En partenariat avec Ellipse Animation, autre filiale de Média-Participations, et grâce à différentes subventions, notamment par le conseil régional de la Charente, Ono et Kenaz organisent une Webtoon Academy à l'École des métiers du cinéma d'animation à Angoulême,. Il s'agit d'une formation gratuite annuelle de treize semaine pour douze étudiants français ou africains francophones, sélectionnés sur projet. Durant la formation, les étudiants sont accompagnés par des professionnels coréens du webtoon afin de les former aux outils spécifiques du format. Au terme de la formation, les étudiants peuvent être sélectionnés pour publier leur projet sur Ono,. À l'issue de la première édition de 2024, trois lauréats sont sélectionnés pour une formation additionnelle de deux mois à Suncheon en Corée du Sud, où sont situés les locaux de Kenaz.
Une collection de webtoon français aux éditions Dargaud est diffusée sur la plateforme à partir du 27 octobre 2024. Au lancement de la collection, celle-ci comporte deux séries : Vertu de Saint Cyr, écrite par Rutile et dessinée par Yllogique, et Queen Cendrillon, par T. Pralinus et Helsenn.
En mars 2025, Ono est lancée en Côte d'Ivoire. À cette occasion, un appel à projets est lancé en collaboration avec les éditions Dupuis pour des séries par des auteurs africains, afin de les diffuser sur la plateforme et ainsi de s'adapter au public local.
En mai 2025, alors que l'application compte plus de quatre cent séries disponibles et approche le million de téléchargements, Glénat entre au capital d'Ono et achète un tiers des parts de la plateforme. Ce partenariat doit permettre à Ono d'enrichir son catalogue de titres mangas possédés par Glénat et à Glénat de s'engager dans le secteur du webtoon. Il est marqué par une volonté de lutter contre les diffusions illégales de contenu en mettant en avant une offre légale riche,,.

## Catalogue
La plateforme dispose d'un catalogue de plus de quatre cent séries en mai 2025, composé d'œuvres coréennes, japonaises, chinoises, françaises et africaines. La collection Moabi qui regroupe les créations originales africaines est héritée de Webtoon Factory. En 2023, une cinquantaine de titres sont achetés à la plateforme Verytoon de Delcourt et une centaine de titres à Delitoon. La collection s'enrichit de nouvelles œuvres sud-coréennes grâce à coentreprise avec Kenaz, puis de mangas issus du catalogue de Glénat lors de l'entrée de cette société au capital d'ONO.
En septembre 2024, Ono commence la publication de contenu mature. Certaines séries sont ainsi disponibles en deux versions : grand public et adulte.